# Jogos do Extremo Oriente de 1917
Os Jogos do Extremo Oriente de 1917 foram a terceira edição do evento multiesportivo, que ocorreu em Tóquio, no Império do Japão.